# Sunflower (비치 보이스의 음반)
| 전문가 평가                             | 전문가 평가 |
| 평가 점수                               | 평가 점수   |
| 출처                                    | 점수        |
| --------------------------------------- | ----------- |
| AllMusic                                | [ 4 ]       |
| Blender                                 | [ 5 ]       |
| Christgau's Record Guide                | A−          |
| Entertainment Weekly                    | B+          |
| Encyclopedia of Popular Music           | [ 8 ]       |
| MusicHound Rock                         | 3.5/5       |
| Pitchfork (Sunflower/Surf's Up reissue) | 8.9/10      |
| The Rolling Stone Album Guide           | [ 11 ]      |
| Sputnikmusic                            | 5/5         |

《Sunflower》는 1970년 8월 31일에 발매된 미국의 록 밴드 비치 보이스의 열여섯 번째 스튜디오 음반이며, 그들의 첫 번째 음반이다. 이 음반은 호평을 받았지만, 저조한 판매고를 기록하여, 4주간의 체류 기간 동안 빌보드 200 차트에서 151위에 올랐고, 그 당시까지 가장 낮은 차트에 오른 비치 보이스 음반이 되었다. 〈Add Some Music to Your Day〉는 미국에서 64위로 정점을 찍으며 차트에 오른 유일한 싱글이었다. 영국에서, 이 음반은 29위로 정점을 찍었다.
이 음반의 작업 타이틀에는 《Reverberation》, 《Add Some Music》, 《The Fading Rock Group Revival》 등이 포함되었다. 녹음 세션은 1969년 1월에 시작되었고, 1년 동안 새로운 음반 계약을 모색한 끝에 1970년 7월에 완료되었다. 《20/20》과 대조적으로, 이 음반은 모든 밴드 멤버들의 상당한 작사, 작곡 기여와 함께 강력한 그룹 존재감을 특징으로 했다. 약 40개의 곡이 이 음반을 위해 쓰여졌고, 음반사는 밴드가 발매하기에 만족할 만한 엄청난 자료를 제시하기 전에 트랙 목록의 수많은 수정을 거부했다. 이 음반에는 브라이언 윌슨의 가장 복잡한 곡 중 하나인 〈This Whole World〉, 데니스 윌슨의 최고 곡 중 하나로 꼽히는 〈Forever〉, 밴드의 《Smile》 세션에서 비롯된 곡 〈Cool, Cool Water〉가 포함되어 있다.
팬들은 일반적으로 《Sunflower》를 비치 보이스의 가장 훌륭한 《Pet Sounds》 음반으로 간주한다. 《Sunflower》는 2003년 《롤링 스톤》의 "역사상 가장 위대한 음반 500장" 목록을 포함하여, 역사상 최고의 음반에 대한 여러 비평가 및 청취자 여론 조사에 등장했다. 수록곡 〈All I Wanna Do〉는 이후 드림 팝과 칠웨이브의 초기 예 중 하나로 언급되었다. 후속작인 《Surf's Up》 (1971년)과 컴필레이션인 《Feel Flows》 (2021년)를 포함하여, 많은 《Sunflower》 아웃테이크 및 남은 노래들이 이후 비치 보이스의 후속 발매에 등장했다.

## 배경
비치 보이스는 1960년대 후반에 가장 낮은 인기를 누렸고, 그들의 문화적 위상은 특히 그들의 대중적인 이미지로 인해 악화되었는데, 이는 그들의 또래들의 "더 무거운" 음악과 맞지 않았다. 1969년 2월 캐피틀 레코드에 의해 발매된 이 밴드의 《20/20》 최신 음반은 그들의 이전 음반인 《Friends》 (1968년)보다 더 잘 팔렸다. 그러나, 그들은 1968년 두 차례의 처참한 투어의 결과 중 일부였던 막대한 부채로 인해 여전히 어려움을 겪고 있다. 그들의 다음 음반을 위한 녹음 세션은 1969년 1월에 시작되었고, 비치 보이스가 공동으로 그리고 브라이언 윌슨과 칼 윌슨, 브루스 존스턴, 앨 자딘 그리고 데니스 윌슨이 각각 프로듀싱을 맡았다. 한 해 동안, 그들은 약 40개의 스튜디오 트랙을 녹음했으며, 《Reverberation》, 《Sun Flower》 그리고 《Add Some Music》을 포함한 새 음반의 작업 타이틀을 가졌다.
4월 12일, 비치 보이스는 캐피틀을 상대로 2백만 달러(2022년에는 1,600만 달러 상당)의 로열티와 제작비 미지급에 대한 소송을 제기했다. 이 소식에 대한 언론 성명서에서, 그들은 또한 그들의 브라더 레코드 각인을 부활시킬 것이라고 발표했다. 4월 16일, 캐피틀 A&R 이사 칼 엥게만은 밴드 매니저 닉 그릴로에게 그룹과 레이블이 여전히 그들의 재계약에 관심이 있음을 나타내는 편지 초안을 작성했다. 엥게만은 그룹이 (당시 작업 제목인 《The Fading Rock Group Revival》이나 《Reverberation》으로 알려짐) 5월 1일까지 새 음반을 전달할 준비가 될 것을 요청했다. 10개의 트랙 중 단지 7개만이 마감일까지 완료되었고, 그래서 음반은 전달되지 않았다.
1969년, 브라이언은 점점 더 그의 비밀스럽고 괴팍한 행동으로 알려졌고, 이것은 음악 산업 내에서 그의 명성에 영향을 미쳤다. 그릴로는 그가 기억했던 "브라이언은 그 당시 악명이 높았다" 그리고 레이블 임원들이 그 밴드가 서명하기에 너무 위험하다고 생각했기 때문에 그 그룹에 서명하는 것에 관심이 있는 다른 주요 레이블을 찾기 위해 고군분투했다. 비치 보이스가 영국에서 높은 인기를 유지하고 있었기 때문에, 그릴로는 유럽 회사와 해외 전 세계적인 계약을 체결하려고 시도했다. 1969년 상반기 동안, 비치 보이스는 계속 투어를 했고 점점 더 병원과 교도소에서 열리는 유익한 콘서트에 참여했다.

## 곡 목록
| #  | 제목                           | 작사·작곡                         | 리드 보컬                                                   | 재생 시간 |
| -- | ------------------------------ | --------------------------------- | ----------------------------------------------------------- | --------- |
| 1. | 〈Slip On Through〉            | 데니스 윌슨, 그레그 야콥슨        | D. 윌슨                                                     | 2:17      |
| 2. | 〈This Whole World〉           | 브라이언 윌슨                     | 칼 윌슨                                                     | 1:56      |
| 3. | 〈Add Some Music to Your Day〉 | B. 윌슨, 조 노트, 마이크 러브     | 마이크 러브, 브루스 존스턴, C. 윌슨, 브라이언 윌슨, 앨 자딘 | 3:34      |
| 4. | 〈Got to Know the Woman〉      | D. 윌슨, 야콥슨                   | D. 윌슨                                                     | 2:41      |
| 5. | 〈Deirdre〉                    | 존스턴, B. 윌슨                   | 존스턴, B. 윌슨                                             | 3:27      |
| 6. | 〈It's About Time〉            | D. 윌슨, 칼 윌슨, 밥 버치먼, 자딘 | C. 윌슨, 러브                                               | 2:55      |

| #  | 제목                     | 작사·작곡              | 리드 보컬       | 재생 시간 |
| -- | ------------------------ | ---------------------- | --------------- | --------- |
| 1. | 〈Tears in the Morning〉 | 존스턴                 | 존스턴          | 4:07      |
| 2. | 〈All I Wanna Do〉       | B. 윌슨, 러브          | 러브            | 2:34      |
| 3. | 〈Forever〉              | D. 윌슨, 야콥슨        | D. 윌슨         | 2:40      |
| 4. | 〈Our Sweet Love〉       | B. 윌슨, C. 윌슨, 자딘 | C. 윌슨         | 2:38      |
| 5. | 〈At My Window〉         | 자딘, B. 윌슨          | 존스턴, B. 윌슨 | 2:30      |
| 6. | 〈Cool, Cool Water〉     | B. 윌슨, 러브          | B. 윌슨, 러브   | 5:03      |